# Macromitrium perdensifolium
Macromitrium perdensifolium är en bladmossart som beskrevs av Hugh Neville Dixon 1935. Macromitrium perdensifolium ingår i släktet Macromitrium och familjen Orthotrichaceae. Inga underarter finns listade i Catalogue of Life.